# Scauniperga

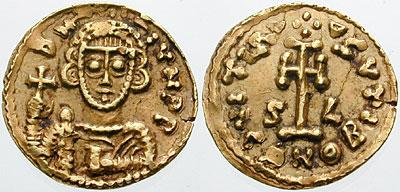
Een tremissis van Liutprand, uit de periode van het regentschap van Scauniperga.

Scauniperga (fl. 756) was hertogin van Benevento. Ze was de moeder van Liutprand van Benevento en regeerde aan zijn zijde van 751 tot 756.
Scauniperga was getrouwd met Gisulf II, werd het hoofd van de regentschapsraad en regentes van Benevento toen haar minderjarige zoon de troon van het hertogdom besteeg in 751. Tijdens het regentschap werd zijzelf als eerste genoemd in officiële documenten en werd naar haar verwezen met de term dux (hertog), dezelfde titel als die van haar zoon. Ze steunde koning Aistulf door zijn autoriteit te erkennen en aldus het hertogdom te bevestigen als een koninklijke vazalstaat.